# Владимир Весовић (ликовни уметник)
Владимир Весовић (Београд, 6. фебруар 1956) српски је ликовни уметник (стрипар, илустратор, аниматор), сценариста, уредник и педагог. Дипломирао је Вишу педагошку школу у Београду, ликовни одсек, а затим Академију уметности у Новом Саду, одсек графика. Члан је Удружења ликовних и примењених уметника Србије. Живи у Београду.

## Уметнички рад
Професионално је дебитовао у стрипу 1980. године у београдским часописима Студент и Младост, а од тада непрекидно објављује и излаже у земљама бивше Југославије и иностранству. Поред стрипова у најбитнијим југословенским издањима као што су Ју стрип, Кекец и РС магазин, доста се бавио и књишком и новинском илустрацијом — за српске народне бајке, Луиса Керола, Џ. Р. Р. Толкина, Драгана Орловића, Јову Кнежевића, као и за савремену научну фантастику у часописима Сиријус (Загреб), Емитор (Београд) и Алеф (Нови Сад).
Коаутор је стрипа „Точак“ са Гораном Скробоњом и Драженом Ковачевићем, остварења које је 2000. победило на међународном такмичењу издавачке куће „Глена“ из Француској и постало тамошњи серијал „La roue“.
Део је тима првог српског дугометражног анимираног филма за одрасле, Алексе Гајића Technotise: Едит и ја.

## Стручни и културни рад
Саоснивач је стрипске групе „Београдски круг 2“ (1978), Друштва љубитеља фантастике „Лазар Комарчић“ (1981), главни оснивач Школе стрипа и илустрације „Ђорђе Лобачев“ (1992) и саоснивач Међународног салона стрипа при Студентском културном центру у Београду (2000).
Комесар и организатор бројних домаћих и међународних изложби.

## Уређивање и издаваштво
Био је покретач специјализованог стрипског часописа „Трон“ („Бата“, Београд 1992). Оснивач и главни уредник часопис „Стрипманиа“ посвећеног српском стрипу („Луксор“, Београд, 1996).

## Педагогија
Од 1992. води школу стрипа „Ђорђе Лобачев“ као и „Отворену радионицу стрипа и илустрације“, прво у Народном универзитету „Браћа Стаменковић“, а затим у Студентском културном центру у Београду. Као педагог, уредник и ментор, Весовић је утицао на образовање и опусе око 200 аутора Србије и бивше Југославије.

## Важније награде и признања
- „Златно перо Београда“, Београд, 1988.
- Два пута награда за најбољег педагога на „Дечјем октобарском салону“, Београд.
- Прва награда на међународном стрипском такмичењу куће „Глена“, коауторски са Гораном Скробоњом и Драженом Ковачевићем, Француска 2000.
- Награда „Лазар Комарчић“ за најбољу домаћу новелу објављену 2003. („Бели витез“), коауторски са Владимиром Лазовићем
- Меморијална плакета „Никола Митровић — Кокан“ за допринос српском стрипу на Балканској смотри младих аутора у Лесковцу 2006.
- Награда за издаваштво „Срећко Јовановић“ издавачке куће „Дечје Новине Доситеј“, Горњи Милановац, 2012.
- Звање Витез од духа и хумора (Гашин сабор, 2018), додељују Центар за уметност стрипа Београд при Удружењу стрипских уметника Србије и Дечји културни центар Београд[1]